# Cá đuối bồng mõm nhọn
Cá đuối bồng mõm nhọn, tên khoa học Dasyatis zugei, là một loài cá đuối trong họ Dasyatidae, được tìm thấy ở Ấn Độ Dương và Thái Bình Dương từ Ấn Độ đến miền tây quần đảo Malay và miền nam Nhật Bản. Loài cá sống tầng đáy này thường được tìm thấy ở trên khu vực cát cạn hơn 100 m (330 ft), cũng như ở cửa sông. Nó có bề ngang 29 cm (11 in), nó có một đĩa vây ngực có hình thoi. Chế độ ăn chủ yếu là loài giáp xác và cá.